# Ramón Covarrubias Ortúzar
Ramón Covarrubias Ortúzar (Santiago, 21 de marzo de 1826 - ibíd, 3 de enero de 1909) fue un agricultor y político conservador chileno.

## Biografía
Fue hijo del exdiputado Manuel Covarrubias Ortúzar y de María de la Luz Ortúzar y Formas. Su hermano Álvaro, fue diputado y ministro de Relaciones Exteriores.
Se casó en la Parroquia Santa Ana el 30 de mayo de 1856 con su prima-hermana, María Jesús Cañas y Covarrubias, quien falleció en el incendio de la Iglesia de la Compañía de Jesús el 8 de diciembre de 1863, con quien tuvo cuatro hijos. Se casó en segundas nupcias el 15 de diciembre de 1868 con Catalina de Arlegui y Rodríguez, con quien tuvo ocho hijos.
Es tatarabuelo del también político y ministro; Lucas Palacios.
Miembro del Partido Conservador, fue electo diputado suplente por Chillán, para el periodo 1867-1870. Se incorporó, en lugar de Miguel Luis Amunátegui, que optó por la representación de Santiago.
Falleció el 3 de enero de 1909, en su comuna natal, a los 82 años.